# El Paraíso, Tila
El Paraíso är en ort i Mexiko.   Den ligger i kommunen Tila och delstaten Chiapas, i den sydöstra delen av landet, 700 km öster om huvudstaden Mexico City. El Paraíso ligger 664 meter över havet och antalet invånare är 294.
Terrängen runt El Paraíso är bergig åt nordväst, men åt sydost är den kuperad. Runt El Paraíso är det ganska tätbefolkat, med 96 invånare per kvadratkilometer. Närmaste större samhälle är Simojovel de Allende, 15,8 km sydväst om El Paraíso. Trakten runt El Paraíso består till största delen av jordbruksmark.